# 兵庫県立氷上特別支援学校
兵庫県立氷上特別支援学校（ひょうごけんりつ ひかみとくべつしえんがっこう）は、兵庫県丹波市春日町棚原にある県立特別支援学校。知的障害がある児童・生徒を教育対象とする。

## 設置学部
- 小学部
- 中学部
- 高等部

## 通学区域
- 丹波市
- 丹波篠山市

## 歴史
- 1979年（昭和54年）4月1日 - 兵庫県立氷上養護学校および中町分校開校
- 1986年（昭和61年）4月1日 - 高等部設置
- 1992年（平成4年）4月1日 - 中町分校が兵庫県立北はりま養護学校として独立
- 2007年（平成19年）4月1日 - 学校名を「兵庫県立氷上養護学校」から「兵庫県立氷上特別支援学校」に変更。